# Wappen der Gemeinde Glaisin
Das Wappen der Gemeinde Glaisin war von 1996 bis zur Eingemeindung nach Ludwigslust am 1. Januar 2005 das offizielle Hoheitszeichen der Gemeinde Glaisin.

## Blasonierung
„Unter einem grünen Schildhaupt, darin zwei schräg gekreuzte silberne Schreibfedern, in Silber unter einer schwebenden roten Burg mit Zinnenmauer, offenem Rundbogentor und einem Zinnenturm zwei an den Stielen schräg gekreuzte grüne Eichenblätter.“

## Geschichte
Entworfen wurde das Wappen vom Glaisiner Heraldiker Manfred Sturzenbecher im Jahr 1996.
Mit den Federn als altem Schreibwerkzeug nimmt Sturzenbecher Bezug auf den 1861 in Glaisin geborenen Lehrer, Schriftsteller und Volkskundler Johannes Gillhoff. Dieser gab von 1925 bis 1930 die Mecklenburgischen Monatshefte heraus und erlangte durch seinen Roman Jürnjakob Swehn der Amerikafahrer große Bekanntheit. Glaisin ist zudem Sitz der Gillhoff-Gesellschaft, die eine jährliche Gillhoff-Preisverleihung durchführt.
Die stilisierte Burg im Wappen stellt die Burg des Ritters Hermann Riebe in Glaisin aus dem 13. Jahrhundert dar. Im Jahre 1298 wurde diese Burg durch Heinrich II. und seine Verbündeten zerstört. Die Burg wurde stilisiert, da das originale Aussehen dieser nicht überliefert ist.
Die Eichenblätter weisen auf die in und um der Gemeinde bestehenden großen Eichenbeständen hin.
Bei den Wappenfarben bezog sich Sturzenbecher auf die Wappenfarben der Grafen von Dannenberg, die in früherer Zeit die Herrschaft über Glaisin besaßen.
Die Genehmigung zur Führung des Wappens erfolgte durch den Beschluss des Innenministeriums des Landes Mecklenburg-Vorpommern vom 22. November 1996.
Mit der Eingemeindung von Glaisin in das Stadtgebiet Ludwigslust am 1. Januar 2005 verlor das Wappen seine amtliche Gültigkeit.